# Ткаченко, Иван Андреевич
Иван Андреевич Ткаченко — советский хозяйственный, государственный и политический деятель, Герой Социалистического Труда.

## Биография
Родился в 1905 году. Член КПСС.
С 1920 года — на хозяйственной, общественной и политической работе. В 1920—1956 гг. — шахтёр в Донбассе, в РККА, навалоотбойщик на шахте «Черноморка» в Лисичанске, на ответственных и руководящих должностях в угольной отрасли в Украинской ССР, управляющий трестом «Первомайскуголь», начальник комбината «Донбассантрацит» Министерства угольной промышленности Украинской ССР.
Указом Президиума Верховного Совета СССР от 26 апреля 1957 года присвоено звание Героя Социалистического Труда с вручением ордена Ленина и золотой медали «Серп и Молот».
Делегат XX съезда КПСС.
Умер в Донецке в 1964 году.